# Kirij
Kirij je kemijski element atomskog (rednog) broja 96 i atomske mase 247. U periodnom sustavu elemenata predstavlja ga simbol Cm.
Ovaj element dijeli ime s bračnim parom Curie, Marie i Pierreom. U hrvatskoj se literaturi može naći i pod nazivom kurij, a standardnojezični je oblik kirij.